# Gabriel Dwatuka Wagi
Gabriel Dwatuka Wagi (* 1925 in Bandala, Anglo-Ägyptischer Sudan; † 18. Februar 1990 in Kairo, Ägypten) war ein sudanesischer römisch-katholischer Geistlicher und Bischof von Rumbek.

## Leben
Gabriel Dwatuka Wagi wurde 1935 in Mupoi getauft. Von 1938 bis 1945 besuchte Dwatuka Wagi das Kleine Seminar. Anschließend studierte er Philosophie und Katholische Theologie am Priesterseminar in Gulu. Am 19. Dezember 1953 empfing Dwatuka Wagi das Sakrament der Priesterweihe für das Bistum Tambura.
Dwatuka Wagi war zunächst in Maridi tätig. Dort wurde er während der Soldatenaufstände im August 1955 verletzt. In der Folge wirkte er in Rumbek. 1965 verließ Dwatuka Wagi schließlich den Sudan aufgrund des Sezessionskriegs im Südsudan und lebte anschließend in der Demokratischen Republik Kongo. Nach dem Waffenstillstand infolge des Abkommens von Addis Abeba kehrte er 1972 in den Sudan zurück und wurde erneut Pfarrer in Maridi.
Am 24. Januar 1976 ernannte ihn Papst Paul VI. zum Bischof von Rumbek. Der Apostolische Pro-Nuntius im Sudan, Erzbischof Ubaldo Calabresi, spendete ihm am 13. Juni desselben Jahres in Khartum die Bischofsweihe; Mitkonsekratoren waren der Erzbischof von Khartum, Agostino Baroni MCCJ, und der Bischof von Tambura, Joseph Abangite Gasi.
Papst Johannes Paul II. nahm am 17. Juli 1982 das von Gabriel Dwatuka Wagi vorgebrachte Rücktrittsgesuch an. Danach wirkte er wieder als Pfarrer in Maridi. Daneben fungierte er als nationaler Direktor der Päpstlichen Missionswerke. Dwatuka Wagi starb im Februar 1990 in einem Krankenhaus in Kairo.